# Pétros Márkaris
 (février 2025).
Si vous disposez d'ouvrages ou d'articles de référence ou si vous connaissez des sites web de qualité traitant du thème abordé ici, merci de compléter l'article en donnant les références utiles à sa vérifiabilité et en les liant à la section « Notes et références ».
Pétros Márkaris (en grec moderne : Πέτρος Μάρκαρης), né le 1er janvier 1937 à Istanbul en Turquie, est un écrivain, dramaturge, traducteur et scénariste grec vivant à Athènes. Il est notamment connu en France comme auteur de roman policier et est l'auteur du scénario du film L'Éternité et Un Jour de Theo Angelopoulos, Palme d'or du Festival de Cannes 1998.

## Biographie
Pétros Márkaris naît à Istanbul d’un père arménien et d’une mère grecque. Il fait ses études secondaires au lycée autrichien Saint-Georges. Il parle couramment quatre langues et il se présente comme cosmopolite. Scénariste de Theo Angelopoulos, il est aussi traducteur en grec de Goethe et de Frank Wedekind. Il est également considéré comme un spécialiste de Bertolt Brecht.
Auteur dramatique, il commence à 57 ans à écrire des romans policiers mettant en scène Athènes et la Grèce contemporaine, notamment avec sa série du commissaire Kostas Charitos, « flic désabusé, râleur et hargneux […], déjà en poste durant la dictature des colonels ». Dans le roman intitulé Le Che s'est suicidé (O Tse autoktónīse, 2003), considéré par Claude Mesplède comme « le plus réussi de la série, Kostas Charitos demande à son chef d'enquêter officieusement sur la mort étrange et spectaculaire de Jason Phavieros qui s'est suicidé en direct à la télévision. Têtu et bougon, accablé par la chaleur et les embouteillages, Kostas va conduire son affaire patiemment, mais résolument pour tenter de comprendre le geste fatal de ce riche entrepreneur, ancien résistant à la junte des colonels qui fut torturé dans les prisons fascistes. »
Le travail de Pétros Márkaris est récompensé par la médaille Goethe en 2013.

## Œuvre

### Romans

#### SérieKostas Charitos
- Nυχτερινό δελτίο (Νychterinó deltío) (1995) Journal de la nuit, traduit par Pierre Combrerousse, Paris, éditions Jean-Claude Lattès, coll. « Suspense & Cie », 1998 (ISBN 2-7096-1932-6) ; réédition, Paris, LGF, coll. « Le Livre de poche » no 17161, 2000  (ISBN 2-253-17161-1)
- Άμυνα ζώνης (Ámyna zṓnīs) (1998) Une défense béton, traduit par Pierre Combrerousse, Paris, J.-C. Lattès, coll. « Suspense & Cie », 2001 (ISBN 2-7096-2050-2)
- Ο Τσε αυτοκτόνησε (O Tse autoktónīse) (2003) Le Che s’est suicidé, traduit par Caroline Nicolas, Paris, Seuil, 2007 (ISBN 2-02-066842-4) ; réédition, Paris, Éditions Points, coll. « Points policier » no P1599, 2007  (ISBN 978-2-7578-0257-1)
- Βασικός Μέτοχος (Vasikós métochos) (2006) Actionnaire principal, traduit par Caroline Nicolas, Paris, Seuil, 2009 (ISBN 978-2-02-093265-3) ; réédition sous le titre Publicité meurtrière, Paris, Éditions Points, coll. « Points policier » no P2455, 2010  (ISBN 978-2-7578-1866-4)
- Παλιά, πολύ παλιά (Paliá, polý paliá) (2008) L’Empoisonneuse d’Istanbul, traduit par Caroline Nicolas, Paris, Seuil, coll. « Seuil policiers », 2010 (ISBN 978-2-02-099706-5) ; réédition, Paris, Éditions Points, coll. « Points policier » no P4602, 2017  (ISBN 978-2-7578-6651-1)
- Ληξιπρόθεσμα Δάνεια (Līxipróthesma dáneia) (2010) (Trilogie de la crise 1) - Prix du polar européen 2013 Liquidations à la grecque, traduit par Michel Volkovitch, Paris, Seuil, 2012 (ISBN 978-2-02-105351-7) ; réédition, Paris, Éditions Points, coll. « Points policier » no P3123, 2013  (ISBN 978-2-7578-3694-1) ; réédition, Paris, Cambourakis, coll. « Agonia », 2022  (ISBN 978-2-36624-700-8)
- Περαίωση (Peraíōsī) (2011) (Trilogie de la crise 2) Le Justicier d’Athènes, traduit par Michel Volkovitch, Paris, Seuil, coll. « Seuil policiers », 2013 (ISBN 978-2-02-111800-1) ; réédition, Paris, Éditions Points, coll. « Points policier » no P3330, 2014  (ISBN 978-2-7578-4533-2) ; réédition, Paris, Cambourakis, coll. « Agonia », 2024  (ISBN 978-2-36624-876-0)
- Ψωμί, Παιδεία, Ελευθερία (Psōmí, paideía, eleuthería) (2012) (Trilogie de la crise 3) Pain, Éducation et Liberté, traduit par Michel Volkovitch, Paris, Seuil, 2014 (ISBN 978-2-02-112543-6) ; réédition, Paris, Éditions Points, coll. « Points policier » no P4068, 2015  (ISBN 978-2-7578-5174-6); réédition, Paris, Cambourakis, 2025  (ISBN 978-2-3866-9007-5)
- Τίτλοι Τέλους (Títloi Télous) (2014) (Trilogie de la crise, épilogue) Épilogue meurtrier, traduit par Michel Volkovitch, Paris, Seuil, coll. « Seuil policiers », 2015 (ISBN 978-2-02-123458-9) ; réédition, Paris, Éditions Points, coll. « Points policier » no P4461, 2016  (ISBN 978-2-7578-6358-9)
- Offshore (2018) Offshore, traduit par Michel Volkovtich, Paris, Seuil, coll. « Cadre noir », 2018 ; réédition, Paris, Points, coll. « Seuil policiers », no P4942, 2019  (ISBN 978-2-7578-7515-5)
- Σεμινάρια φονικής γραφής (Seminaria phonikis graphis) (2018) Le Séminaire des assassins, traduit par Michel Volkovtich, Paris, Seuil, coll. « Cadre noir », 2020  (ISBN 978-2-02-142049-4)
- Η εποχή της υποκρισίας (I epochi tis hypocrisies) (2019) Mort aux hypocrites, traduit par Hélène Zervas et Michel Volkovtich, Paris, Seuil, coll. « Cadre noir », 2021  (ISBN 978-2-02-147406-0)
- Ο φόνος είναι χρήμα (O fonos inai chrima) (2020) Le Crime, c'est l'argent, traduit par Hélène Zervas et Michel Volkovitch, Paris, Cambourakis, 2023  (ISBN 978-2-36624-800-5)
- Η εξέγερση των Καρυάτιδων (I exégersi ton Karyátidon) 202 La Révolte des Cariatides, traduit par Hélène Zervas et Michel Volkovitch, Paris, Cambourakis, 2024  (ISBN 978-2-36624-910-1)

### Recueil de nouvelles
- Τριημερία και άλλα διηγήματα (Triīmería kai álla diīgīmata) (2015) Trois Jours, nouvelles traduites par Loïc Marcou, Michel Volkovitch et Hélène Zervas, Paris, Seuil, coll. « Cadre noir », 2019  (ISBN 978-2-02-138236-5)

### Autobiographie et essais
- Κατ' εξακολούθηση (2006) Je suis un récidiviste, traduit par Malamati Soufarapis, Paris, L'Échoppe, 2017  (ISBN 978-2-84068-288-2)

### Autres publications
- Prósōpa gia violí kai orchī́stra (1976), théâtre Personnages pour violon et orchestre, traduit par Hélène Zervas, Paris, Espace d'un instant, 2023  (ISBN 978-2-37572-050-9)
- Η Αθήνα πρωτεύουσα των Βαλκανίων (2004) / Athènes capitale des Balkans - non traduit
- Η Αθήνα της μιας διαδρομής (Ī Athī́na tīs mias diadromī́s) (2013) À travers Athènes, traduit par Hélène Zervas et Michel Volkovitch, Sèvres, Éditions Le Miel des anges, 2019  (ISBN 979-10-93103-51-8)

## Filmographie

### Au cinéma
- 1972 : Jours de 36 de Theo Angelopoulos
- 1975 : Le Voyage des comédiens de Theo Angelopoulos
- 1980 : Alexandre le Grand de Theo Angelopoulos
- 1982 : Le Sang des statues (To aima ton agalmaton) d'Adonis Lykouresis
- 1990 : Erastes sti mihani tou hronou de Dimitris Panayiotatos
- 1991 : Le Pas suspendu de la cigogne de Theo Angelopoulos
- 1995 : Le Regard d'Ulysse de Theo Angelopoulos – Grand Prix du Festival de Cannes 1995
- 1998 : L'Éternité et Un Jour de Theo Angelopoulos – Palme d'or du Festival de Cannes 1998
- 2003 : En attendant les nuages de Yeşim Ustaoğlu
- 2003 : Min pernas, anavei kokkino d'Isavella Mavraki
- 2004 : Eléni : La Terre qui pleure de Theo Angelopoulos
- 2008 : La Poussière du temps de Theo Angelopoulos

### À la télévision
- 1989 : Ellinikes istories mystiriou kai fantasias
- 1992-1995 : Anatomia enos eglimatos
- 1998-1999 : Nykterino deltio
- 2007 : Amyna zonis

## Prix et distinctions notables
- Prix du polar européen 2013 pour Liquidations à la grecque (Līxipróthesma dáneia)[2]
- Médaille Goethe en 2013[3]